# Calprotectine
La Calprotectine est une protéine complexe d'origine mammifère,.
En présence de calcium, la calprotectine est capable de séquestrer les métaux de transition comme le fer, le manganèse et le zinc, par chélation. Cette captation permet des propriétés antimicrobiennes,. La calprotectine est la seule protéine antimicrobienne captatrice de manganèse connue.
La calprotectine constitue jusqu'à 60% du cytosol des neutrophiles, et est secrétée par un mécanisme encore inconnu lors d'une inflammation. La teneur de cette protéine dans les selles est mesurée pour détecter une inflammation intestinale.

## Structure

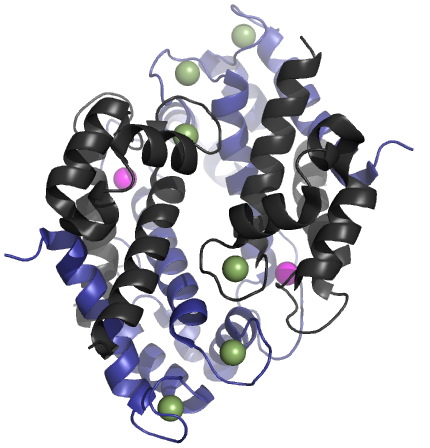
Structure d'une molécule de calprotectine chargée d'ions Mn^{2+} et Ca^{2+}, montrant deux dimères S100A8-S100A9. Les chaines grises et bleues représentent respectivement les protéines S100A8 and S100A9. En violet l'ion Mn^{2+} et en vert l'ion Ca^{2+}. Un seul ion manganèse ion peut être lié par dimère de calprotectine.

## Liaisons aux métaux
La calprotectine a une haute affinité avec le calcium, le zinc, le fer et le manganèse,,, et contient plusieurs sites de captation de Ca2+ de type main EF: 4 par dimère et 8 en tétramère.La liaison au calcium modifie ensuite les propriétés de la protéine et augmente l'affinité de l'ensemble avec les métaux de transition,.

## Lien avec les mécanismes inflammatoires
La calprotectine constitue jusqu'à 60% du cytosol des neutrophiles,, et se trouve à de plus basses concentrations dans les monocytes, macrophages, et cellules d'épithélium squameux,,.
La calprotectine est amenée dans le pus et les abcès par la destruction des neutrophiles, avec d'autres protéines antimicrobiennes.
Les mammifères secrètent de la calprotectine durant la réponse inflammatoire.
Cette protéine est secrétée dans la bouche lors des gingivites et en réponse aux candidoses, et les personnes atteintes de mutations dans les gènes codant la calprotectine sont exposées à de sérieux problèmes d'infections des gencives.
Le mécanisme exact de sécrétion par les mammifères des protéines S100A8 and S100A9, constituants de la calprotectine, lors d'une inflammation demeure inconnu.

## Lien avec les formes graves deCovid 19
Une équipe de recherche a détecté des taux de calprotectine particulièrement élevés chez les personnes victimes de formes graves du Covid 19. Cette information pourrait permettre d'identifier les personnes risquant de développer une forme grave de la maladie 

## Utilisation en médecine
Un taux augmenté dans les selles est évocateur d'une maladie inflammatoire chronique de l'intestin.